# Азизов, Абдулазиз Курбанович
Абдулазиз Курбанович Азизов (16 августа 1964, Махачкала, Дагестанская АССР, СССР) — российский борец вольного стиля. Призёр чемпионата Европы, чемпион России. Мастер спорта России международного класса. Даргинец по национальности.

## Детство
Родился 16 августа 1964 года в Махачкале. Отец и мать спортсмена — уроженцы с.Мугри Сергокалинского района Республики Дагестан. Младшие братья: Магомед Азизов — чемпион  мира 1994 года, четырёхкратный чемпион Европы, Газихан Азизов — призёр чемпионатов СССР и России.
В 1981 году окончил Махачкалинскую школу №10. В 1986 году окончил Дагестанский педагогический институт. Работал тренером в Махачкалинской ШВСМ. В 2014 году начал работать тренером в Кизлярском ШВСМ им. Сагида Муртазалиева.

## Спортивная карьера
Спортом начал заниматься в 1978 году.

### Успехи на чемпионатах Европы
Единственную медаль на международной арене завоевал в 1993 году на чемпионате Европы в Стамбуле.

## Достижения
- Чемпионаты Европы: бронза — 1993.

## Награды и звания
- Мастер спорта России международного класса